# Сервер
Се́рвер (англ. server — «служка», від англ. to serve — служити, множ. се́рвери) — у комп'ютерній термінології термін може стосуватися окремого комп'ютера чи програми. Головною ознакою в обох випадках є здатність машини чи програми переважну кількість часу працювати автономно, без втручання людини, реагуючи на зовнішні події відповідно до встановленого програмного забезпечення. Втручання людини відбувається під час встановлення серверу і під час його сервісного обслуговування. Часто це роблять окремі адміністратори серверів з вищою кваліфікацією.
Се́рвер як комп'ютер — це комп'ютер у локальній чи глобальній мережі, який надає користувачам свої обчислювальні і дискові ресурси, а також доступ до встановлених сервісів; найчастіше працює цілодобово, чи у час роботи групи його користувачів.
Се́рвер як програма — програма, що надає деякі послуги іншим програмам (клієнтам). Зв'язок між клієнтом і сервером зазвичай здійснюється за допомогою передачі повідомлень, часто через мережу, і використовує певний протокол для кодування запитів клієнта і відповідей сервера. Серверні програми можуть бути встановлені як на серверному, так і на персональному комп'ютері, щоразу вони забезпечують виконання певних служб (наприклад, сервер баз даних чи вебсервер).
Комп'ютер або програма, що установлена на цьому комп'ютері, здатні автоматично розподіляти інформацію чи файли під керуванням мережної ОС або у відповідь на запити, надіслані у режимі on-line користувачами, і таким чином надавати послуги іншим комп'ютерам мережі (клієнтам).

## Загальне призначення сервера
У більшості загального користування сервер фізичного комп'ютера (система комп'ютерної техніки) призначений запустити одну або декілька послуг (як приймаюча сторона) для задоволення потреб користувачів інших комп'ютерів в мережі. В залежності від обчислювальних послуг, які вона пропонує, це може бути сервер баз даних, файловий сервер, поштовий сервер, сервер друку, вебсервер, ігровий сервер, або якийсь інший сервер. У контексті архітектури клієнт-сервер, сервер являє собою комп'ютерну програму, яка обслуговує запити інших програм — «клієнтів». Таким чином, сервер виконує деякі обчислювальні завдання від імені «клієнтів». Сервери часто надають основні послуги через мережу, або в приватних користувачів — всередині великої організації або громадським користувачам — через Інтернет. Мережевий сервер являє собою комп'ютер, призначений для обробки запитів і передачі даних на інші (клієнт) комп'ютери по локальній мережі або через Інтернет. Мережеві сервери зазвичай конфігуруються з додатковою пам'яттю і ємністю для обробки навантаження з обслуговування клієнтів.

В залежності від функціонального призначення розрізняють файлові сервери (англ. File server), проксі-сервери, FTP-сервери, Web-сервери, DNS-сервери, SQL-сервери, термінальні сервери, Інтернет-сервери та інші.

## Історія
Перші сервери з'явилися в середині 1960-х років. У цей час сервери були дуже великими і складними машинами, і їх міг обслуговувати лише висококваліфікований персонал.

## Серверне обладнання

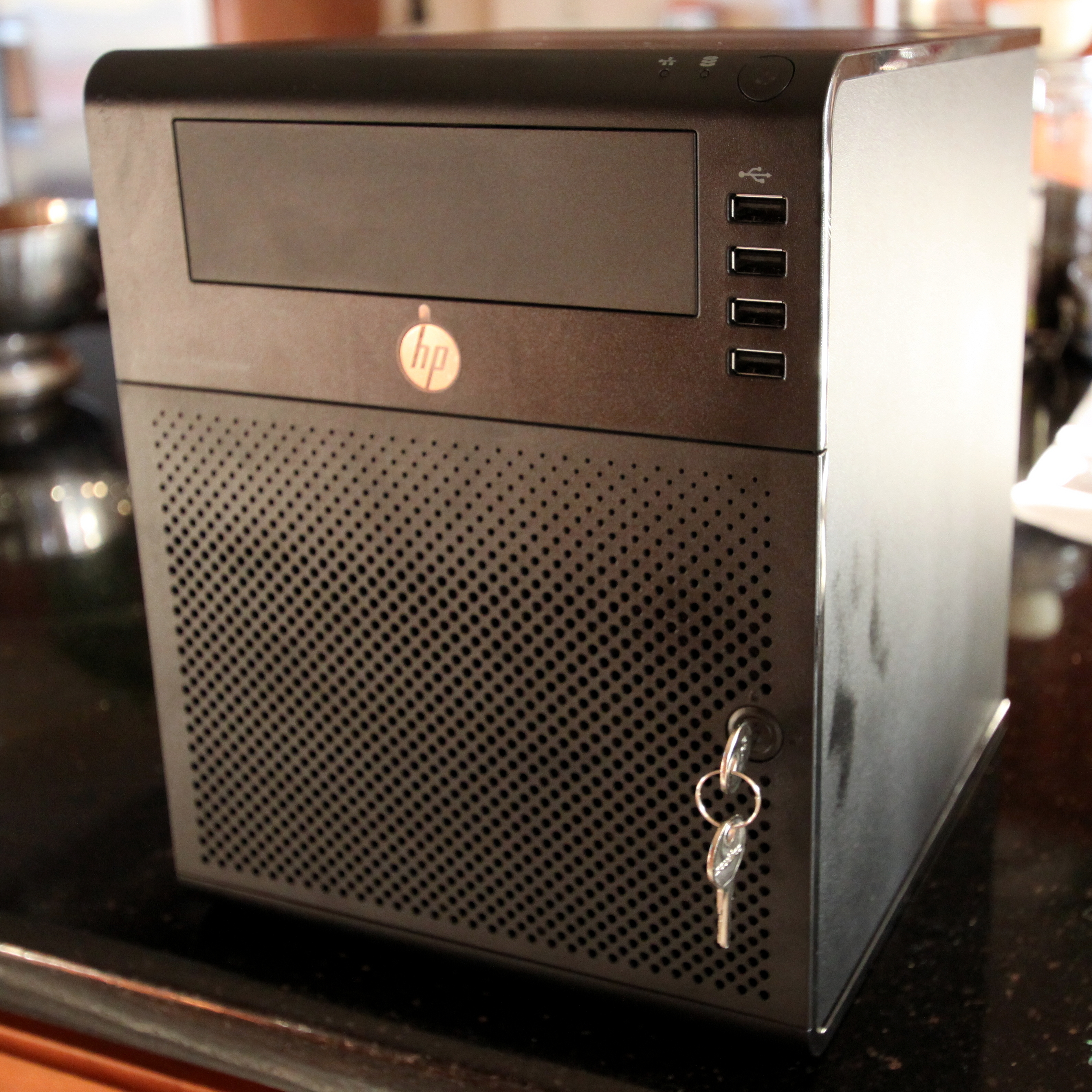
SOHO сервер HP ProLiant MicroServer

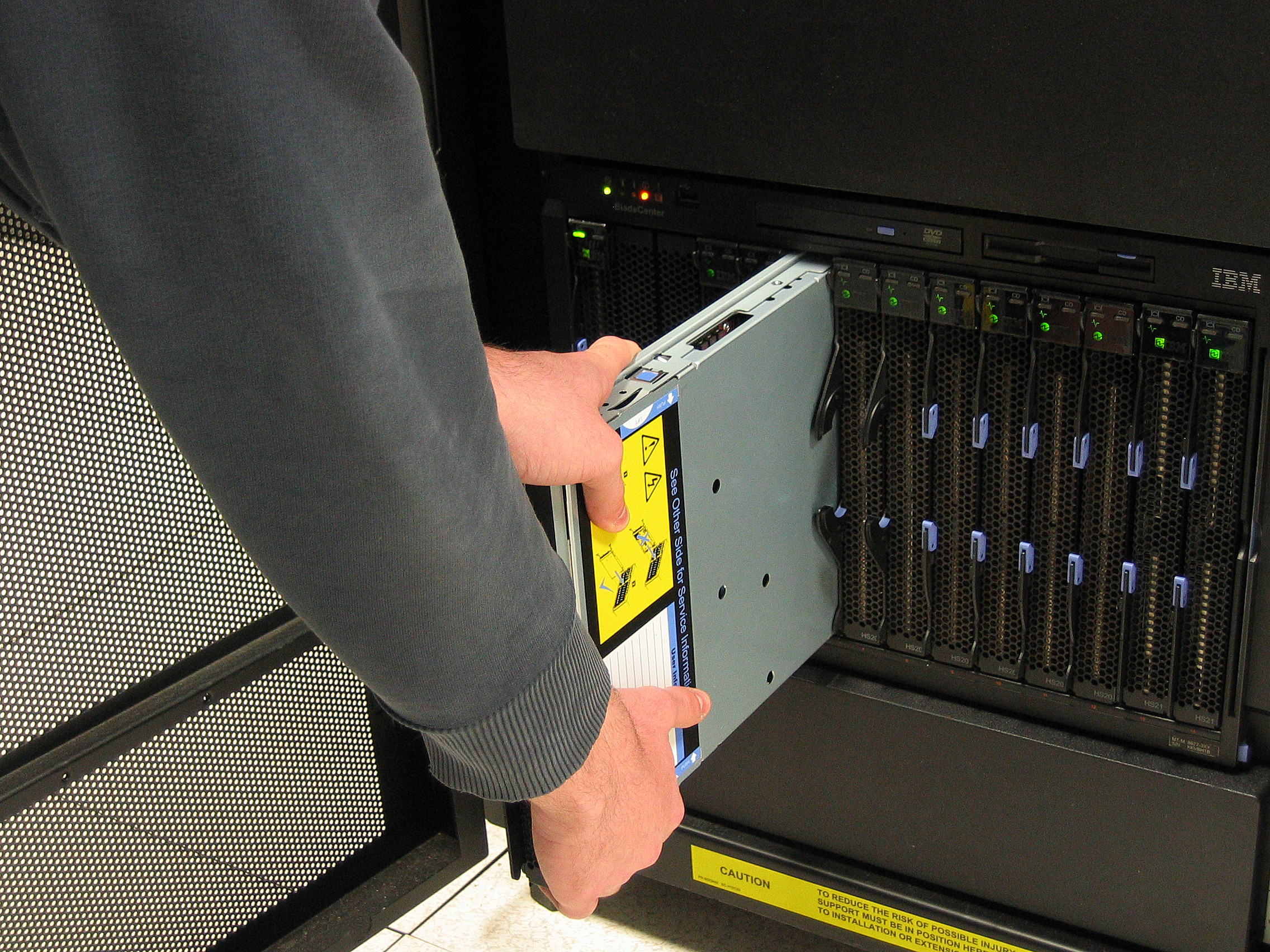
Шасі IBM BladeCenter. Один з серверів форм-фактора блейд витягнутий з шасі.

Вимоги до серверного обладнання істотно відрізняються від вимог до звичайних ПК. Це пов'язано з тим, що сервери виконують інші завдання і працюють в інших умовах.
Для серверів не так важлива абсолютна швидкість процесора, як його здатність обробляти багато запитів одночасно. Тому сервери часто мають багатопроцесорну конфігурацію, з багатоядерними процесорами.
Зазвичай сервери мають більше оперативної пам'яті, ніж ПК, адже їм потрібно обробляти більше даних одночасно. В зв'язку з багатопроцесорною конфігурацією може використовуватись NUMA. 
Сервери зазвичай працюють в умовах локальної мережі або інтернет, або повинні мати швидке і надійне підключення до мережі, адже вони постійно обмінюються даними з клієнтами, або іншими серверами, це забеспечується високошвидкісними інтерфейсами, часто використовуються технології оптичного зв'язку.
В залежності від ролі сервера, дискова система може потребувати великої ємності, високої швидкості, надійності для зберігання даних сервери можуть оснащуватись жорсткими дисками, чи твердотілими накопичувачами великої ємності та продуктивності. Часто використовується RAID, іноді використовується SAN.
Потреба працювати безперебійно протягом тривалого часу вимагає надійності підсистем. Деякі компоненти забезпечують надійність надмірністю чи дублюванням: два або більше блока живлення, мережевих інтерфейси, RAID. Можливість гарячої заміни компонентів: дисків, блоків живлення. Оперативна пам'ять використовує технологію ECC для виявлення та виправлення помилок.
Вимоги до тепловідведення призводять до використання потужних, гучних систем вентиляції. На відміну від ПК, безпосереднє охолодження рідиною не є поширеним серед серверного обладнання.
Типовим для сервера є відсутність таких компонентів управління, як монітор, клавіатура, миша, звукова карта. Для відповідного управління використовують інші консолі управління (IPMI, HP iLO, KVM). 

### Типи серверного обладнання
- SOHO (Small Office/Home Office) - призначені для малих офісів та домашніх користувачів. Як правило, невеликі та недорогі, і вони можуть бути легко налаштовані та керовані. До такого можна віднести домашні NAS.
- Сервери в стійці - найпоширеніший тип серверів. Вони монтуються в стандартні 19-дюймові стійки, що дозволяє економити місце. Мають стандартизовані розміри по висоті. Використовуються в серверних кімнатах та центрах обробки даних.
- Блейд-сервери - мають компактний форм-фактор і монтуються в спеціальні шасі, які в свою чергу монтуються в стійку.
- Мейнфрейм - це потужні та дуже найдійні сервери. Представляють собою одну або декілька стійок обладнання спеціалізовані. Часто забезпечують безперебійну роботу критично важливих інформаційних систем, мають можливість гарячої заміни навіть таких вузлів обладнання як оперативна пам'ять та процессори.

## Ролі сервера за програмним забезпеченням
- Гіпервізор - комп'ютерна програма, призначена для запуску кількох віртуальних машин (і операційних систем) для різних задач.
- Сервер застосунків - Хостинг, управління іншого серверного програмного забезпечення.
- Сервер каталогів - Сервіс управління каталогами такими як LDAP, Active Directory.
- DNS-сервер - Сервіс яка забезпечує роботу DNS.
- Медіа сервер - Сервіс який зберігає та надає доступ до медіа (відео, аудіо, фотографії).
- Принт-сервер - Обладнання або програмне забезпечення, яке забезпечує можливість користуватись принтером в локальній мережі.
- Вебсервер - Хостинг веб-сайтів.
- Файловий сервер - Зберігання та спільний доступ до файлів.
- Поштовий сервер - Обробка електронної пошти.
- Сервер бази даних - Зберігання та обробка даних.
- Ігровий сервер (англ. game server від англ. game — гра і англ. to serve — служити) — сервер що забезпечує зв'язок між різними клієнтами, надаючи їм можливість комунікації один з одним в рамках програмної оболонки конкретної гри.